# FilmAffinity
FilmAffinity è un database online a carattere cinematografico creato nel 2002.
Assai popolare negli Stati di madrelingua spagnola, venne citato nel 2004 dalla rivista statunitense PC Magazine tra i migliori siti di intrattenimento dell'anno.
Gli utenti registrati possono giudicare tramite voto le pellicole, trovare film consigliati in base alle loro preferenze, creare qualsiasi tipo di lista cinematografica e, nella versione spagnola, pubblicare recensioni.